# Megacraspedus grossisquammellus
Megacraspedus grossisquammellus is een vlinder uit de familie tastermotten (Gelechiidae). De wetenschappelijke naam is voor het eerst geldig gepubliceerd in 1925 door Chretien.
De soort komt voor in Europa.